# الطاقة في أستراليا
الطاقة في أستراليا، هي إنتاج أستراليا الطاقة والكهرباء للاستهلاك والتصدير. تعتبر أستراليا مصدر صافي للطاقة، وكانت رابع أكبر منتج للفحم في العالم عام 2009.
في العصور التاريخية والحالية، كانت الطاقة في أستراليا معتمدة بشكل أساسي على الفحم الغاز الطبيعي، إلا أنه بسبب آثار الاحترار العالمي المتزايدة وتغير المناخ وتأثيره على البيئة العالمية، فهناك تحول كبير تجاه الطاقة المتجددة مثل الطاقة الشمسية وطاقة الرياح في أستراليا وخارجها. أدى هذا التحول إلى انخفاض الطلب العالمي على الفحم.

## نظرة عامة
| | للفرد | الطاقة الرئيسية | الإنتاج | التصدير | الطاقة الكهربائية | انبعاثات ثاني أكسيد الكربون |
| | مليون | ت.و.س.          | ت.و.س.  | ت.و.س.  | ت.و.س.            | م.و.                        |
| --- | ----- | --------------- | ------- | ------- | ----------------- | --------------------------- |
| 2004 | 20.2  | 1,347           | 3,044   | 1,672   | 224.9             | 354.4                       |
| 2007 | 21.1  | 1,443           | 3,364   | 1,818   | 237.1             | 396.3                       |
| 2008 | 21.5  | 1,513           | 3,514   | 1,942   | 240.4             | 397.5                       |
| 2009 | 22.1  | 1,524           | 3,613   | 2,012   | 244               | 395                         |
| 2010 | 22.5  | 1,451           | 3,613   | 2,159   | 227.0             | 383.5                       |
| 2012 | 22.8  | 1,429           | 3,451   | 2,089   | 239.3             | 396.8                       |
| 2012R | 23.1  | 1,492           | 3,691   | 2,172   | 236.3             | 386.3                       |
| 2013 | 23.3  | 1,502           | 4,000   | 2,439   | 234.3             | 389.7                       |
| Change 2004-10 | 11.6% | 7.8%            | 18.7%   | 29.1%   | 0.9%              | 8.2%                        |
| Mtoe = 11.63 ت.و.س. الطاقة الرئيسية تشمل خسائر الطاقة. 2012R = معايير حساب ثاني أكسيد الكربون متغيرة، الأرقام يتم تحديثها. |       |                 |         |         |                   |                             |

زاد قطاع الطاقة في أستراليا من انبعاثات ثاني أكسيد الكربون بمتوسط 8.2% من 2004 حتى 2010. وانخفض نصيب الفرد من الانبعاثات وكثافة الانبعاثات بنسبة 34.2% و58.4% على الترتيب منذ 1990. هناك قيم منخفضة خلال 27 سنة.
منذ 2005، أدى استخدام طاقة الرياح والطاقة الشمسية إلى زيادة حصة الطاقة المتجددة في إجمالي توليد الكهرباء.
|                                | الفحم     | الغاز     | الهيدروليكية | الرياح      | الشمسية     |
| ------------------------------ | --------- | --------- | ------------ | ----------- | ----------- |
| 2009-10                        | 58% (81%) | 21% (10%) | 16% (6%)     | 3% (2%)     | -           |
| 2010-11                        | 56% (78%) | 21% (12%) | 16% (8%)     | 4% (3%)     | -           |
| 2011-12                        | 57% (79%) | 21% (11%) | 16% (7%)     | 4% (3%)     | 3% (0.9%)   |
| 2012-13                        | 55% (75%) | 20% (12%) | 17% (9%)     | 5.4% (3.4%) | 5.6% (1.3%) |
| 2013-14                        | 53% (74%) | 21% (12%) | 16% (9%)     | 6.3% (4.4%) | 6.4% (2%)   |
| 2014-15                        | 54% (76%) | 20% (12%) | 16% (7%)     | 6.6% (4.9%) | 8% (2.7%)   |
| 2016-17                        | 52% (76%) | 19% (7%)  | 17% (10%)    | 7.5% (6.1%) | 9% (3%)     |
| السعة المسجلة (مخرج الإمدادات) |           |           |              |             |             |

## الوقود

### الوقود الأحفوري

#### الفحم
تبعاً لوكالة الطاقة الدولية، تزايد الإنتاج العالمي للفحم بنسبة 23% من 2005 حتى 2010 و4.7% من 2009 حتى 2010. في أستراليا، تزايد إنتاج الفحم بنسبة 12.9% ما بين 2005 و2010 و5.3% ما بين 2009 و2010.
نيوكاسل، نيو ساوث ويلز، هو أكبر ميناء لتصدير الفحم. اقليم هنتر ڤالي في نيو ساوث ويلز هو أكبر اقليم لانتاج الفحم. تتم معظم عمليات استخراج الفحم في أستراليا بطريقة التعدين السطحي.

#### النفط
وصل إنتاج النفط الأسترالي إلى ذروته عام 2000، بعدما تزايد تدريجياً منذ عام 1980. ارتفع صافي صادرات النفط من 7% من إجمالي الاستهلاك عام 2000 إلى 39% عام 2006. انخفض الإنتاج المحلي للنفط نتيجة لتراجع أحواض إنتاج النفط وهناك بعض الحقول الجديدة على وشك التشغيل.

#### الغاز الطبيعي

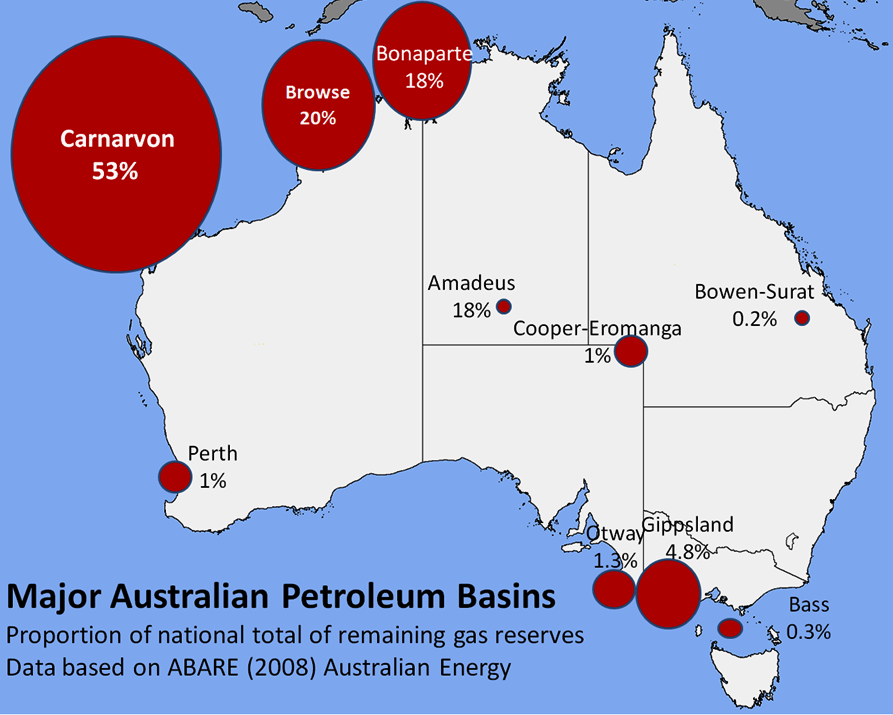
Proportion of national total of natural gas reserves, 2008

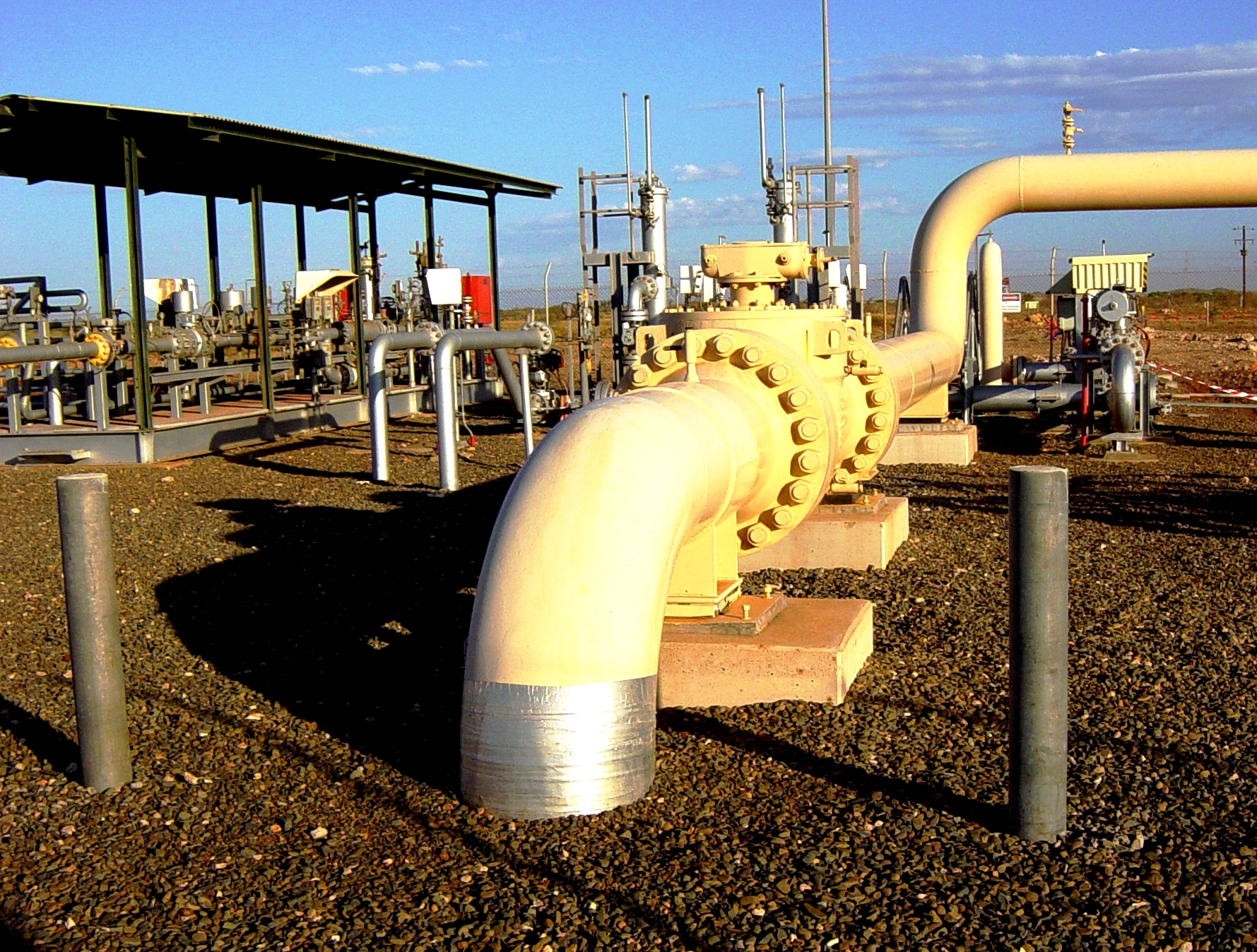
خطوط الغاز الطبيعي في أستراليا الغربية، 2004.

تقدر احتياطيات الغاز الطبيعي في أستراليا بـ3.921 بليون متر مكعب، 20% منها يعتبر مثبت تجارياً (783 ب.م.م). أحواض الغاز ذات الاحتياطيات المستردة الكبرى هي حوضي كارنارڤون وبراوس في أستراليا الغربية؛ حوض بوناپرت في الإقليم الشمالي؛ حوض گيپسلاند وأوتواي في ڤيكتوريا وحوض كوپر-إرموناگا في أستراليا الجنوبية وكوينزلاند. في 2014-2015 أنتجت أستراليا 66 مليون متر مكعب من الغاز الطبيعي، وحوالي 80% منه في أستراليا الغربية]] وكوينزلاند. كما تنتج أستراليا الغاز المسال؛ وكانت صادرتها في 2004 من الغاز المسال 10.7 مليون متر مكعب، 6% من الإنتاج العالمي للغاز الطبيعي المسال. كذلك يوجد في أستراليا ودائع من coal seam methane، معظمه يقع في ودائع الإنتراسيت في كوينزلاند ونيو ساوث ويلز.

#### الطفل الصفحي
تقدر موارد الطفل الصفحي في أستراليا بحوالي 58 بليون برميل، أو 4.531 مليون طن من الطفل الصفحيي.تقع هذه الودائع في الولايات الشرقية والجنوبية، مع أكبر جدوى في رواسب كوينزلاند الشرقية.

### الطاقة المتجددة
الطاقة المتجددة متوافرة في أستراليا، وقد استعرضت هيئة تغير المناخ 20 بالمائة من هدف الطاقة المتجددة. إنتاج 50 ميگاوات من طاقة الرياح (طاقة تقارب الاستهلاك السنوي لــ21.000 منزل) يخلق حوالي 50 وظيفة في مجال الانشاءات وخمسة كوادر وظيفية. في السنوات الأخيرة، أصبحت طاقة الرياح والطاقة الشمسية مورداً سريع النمو في قطاع الطاقة بأستراليا.

## الامدادات والوفورات المحتملة

### كفاءة الطاقة
الاستخدام المنخفض للطاقة يوفر 25 بليون دولار أسترالي، أو 84 دولار أسترالي لكل مستهلك كهرباء، تبعاً لإنرجي أستراليا.

## تغير المناخ

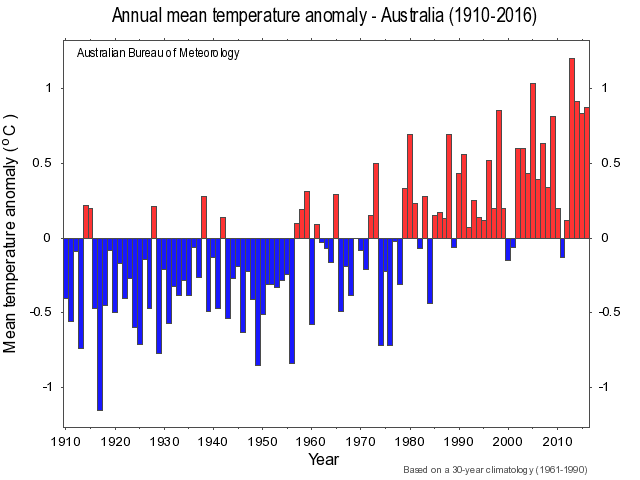
الرسم البياني للتغير درجة الحرارة في أستراليا.

## التوظيف

إجمالي الموظفين في صناعة إمداد الكهرباء (آلاف الأشخاص منذ 1984).

البالغون الموظفون في صناعة الكهرباء، الغاز، المياه، وخدمات المخلفات كنسبة مئوية من تعداد البالغين من السكان في أستراليا مقسومة جغرافياً حسب المنطقة المحلية الاحصائية، حسب تعداد 2011.